# Autologie
Autologie betekent in het algemeen "een studie die op zichzelf betrekking heeft". Dit verschijnsel doet zich met name voor in de woordsemantiek. Autologische woorden of zelfvervullers verwijzen naar iets (vaak een gemeenschappelijke factor) dat mede op henzelf betrekking heeft, waar ze als zodanig (door hun vorm) mee te maken hebben of waar ze zelf in feite een voorbeeld van zijn. 

## Autologie binnen de woordsemantiek
Voorbeelden van zelfvervullers:
- Bij de bijvoeglijke naamwoorden: het woord autologisch (dat onder andere zichzelf beschrijft omdat het zelf ook een woord is) en het woord Nederlands, dat zelf een Nederlands woord is, net als het English in het Engels. Het woord Duits is daarentegen geen Duits woord en dus niet autologisch; het Duitse woord voor Duits is Deutsch, en dit laatste woord is weer wel autologisch.

Merk op dat deze twee concepten met name de bijvoeglijke naamwoorden in twee categorieën indelen zonder enige overlap, mits men antoniemen als lang en kort (arbitrair) als kort dan wel lang betitelt. 
- Bij de zelfstandige naamwoorden: in het bijzonder de woorden autologie en woord. Ook het zelfstandig naamwoord naamwoord is autologisch; het beschrijft in de ontleding de woordsoort waar het zelf onder valt. Ook het woord antoniem is autologisch, want het staat als zodanig in verhouding tot synoniem. En het woord neologisme verwees mede naar zichzelf toen het werd bedacht.

## Autologie buiten de woordsemantiek
Autologie kan ook buiten de (woord)semantiek om bepaalde vormen aannemen. Het lemma woordenboek in een woordenboek is een voorbeeld van autologie. Een ander voorbeeld is het lemma encyclopedie in een encyclopedie. Elke website die over het internet gaat is in wezen autologisch, aangezien de site zelf deel uitmaakt van internet. De Wikipedia-artikelen Wikipedia, Lemma (naslagwerk), encyclopedie, website en dit artikel beschrijven iets waar ze – als gevolg van hun inherente structuur – volledig zelf deel van uitmaken.
Ook bij termen in de fonologie kan zich een enkele keer autologie voordoen. Een voorbeeld is het woord assibilatie, dat wordt gearticuleerd met aan het begin van de laatste lettergreep een sibilant, in plaats van dat hier de geschreven t hoorbaar is. De term assibilatie verwijst juist naar dit fonologische proces.

## Verwante begrippen
Autologie is het tegenovergestelde van heterologie. Deze twee begrippen "bijten elkaar in de staart", iets dat bekendstaat als de paradox van Grelling.